# Santiam
Santiam je maleno, slabo poznato Kalapooian pleme nekad nastanjeno duž rijeke Santiam u Oregonu.  Značenje imena je nepoznato. Njima srodni Atfalati nazivali su ih Aha'lpam.
Indijanci Santiam bili su polunomadi koji u živjeli od kopanja korijenja camas i lova. Njihovo lovište bilo je upravo istočno od današnjeg grada Albany prema planinama Cascade.  Lov na jelene kod ovih Indijanaca bio je kolektivan, životinju koju bi hvatali okružili bi je i ubili strijelama. Ove strelice ponekada su imale vršak premazan otrovom čegrtuše. Oni su kao i drugi Calapooya imali stalna zimska naselja, u toplijim mjesecima lutali bi dolinom rijeke Willamette.
Pleme je bilo podijeljeno na 4 bande, to su:
- Chamifu, na Yamhill Creeku.
- Chanchampenau, istočno od rijeke Willamette.
- Chanchantu.
- Chantkaip.

John Hudson, koji je živio na rezervatu Grand Ronde u Oregonu, bio je posljednji Santiam koji je govorio jezikom Calapooya. John je bio (1928) prevoditelj i informant jezikoslovacu Melville Jacobsu koji je pisao o Calapooya Indijancima, a umro je pedesetih godina 20. stoljeća. Potomaka Santiama možda se može naći na rezervatu Grand Ronde.
Populacija: 23 (1906.), 5 (1909.).

## Vanjske poveznice
- Indian Tribe History  Arhivirana inačica izvorne stranice od 12. listopada 2009. (Wayback Machine)